# Zaccharie Risacher
Zaccharie Risacher, né le 8 avril 2005 à Malaga en Espagne, est un joueur français de basket-ball mesurant 2,05 m et évoluant au poste d'ailier. Le 27 juin 2024, lors de la draft 2024 de la NBA, Zaccharie Risacher est choisi en première position par les Hawks d'Atlanta, devenant ainsi le second joueur français à être premier choix de draft NBA, après Victor Wembanyama.

## Biographie

### Débuts dans le basket-ball
Zaccharie Risacher est le fils de Stéphane Risacher, ancien joueur international français de basket-ball et le frère d'Aïnhoa Risacher, basketteuse professionnelle. Il naît à Malaga en Espagne, ville où a joué son père de 2002 à 2006. En suivant ce dernier, il commence le basket-ball en club à l'Élan Chalon à l'âge de trois ans et demi. Il reste en Saône-et-Loire jusqu'en 2011 puis, en février 2012, il prend une licence en région lyonnaise dans le club de l'Union Olympique Demi-Lunoise Tassin Écully Olympique Basket, plus communément appelé Téo Basket. Il y fait ses armes jusqu'en janvier 2018 où il devient licencié secondaire dans le club d'Oullins Sainte-Foy Basket qui évolue en minimes France. Il y monte en puissance durant deux saisons et demi jusqu'à devenir l'un des meilleurs marqueurs du championnat en 2019-2020 (20,8 points de moyenne par match). Durant la même saison et grâce à l'appartenance du club d'Oullins Sainte-Foy au CTC Lyonso Basket Territoire, Zaccharie Risacher prend également part à deux rencontres du championnat cadets France à l'âge de 14 ans.

### Arrivée à l'ASVEL Lyon-Villeurbanne (2020-2023)
À l'été 2020, il intègre le centre de formation de l'ASVEL Lyon-Villeurbanne. Lors de la première saison, en raison de la pandémie de Covid-19, il ne joue que trois matchs sous les couleurs de l'ASVEL en cadets France. En parallèle, en mars 2021, à l'âge de 15 ans, il dispute ses premiers matchs en championnat Espoirs Jeep Élite avec les U21 du club. Il participe également à l'Adidas Next Generation Tournament (en), un tournoi européen rassemblant les meilleurs joueurs de moins de 18 ans.
En 2021-2022, il continue de jouer en Espoirs et obtient ses premières minutes en professionnel, que ce soit en Betclic Élite ou en Euroligue. Le 6 février, contre l'Anadolu Efes, il devient le plus jeune Français à être titulaire dans une rencontre d'Euroligue.
En 2022-2023, grâce à de bonnes performances, il rentre dans la rotation de l'équipe professionnelle de l'ASVEL et joue en moyenne une dizaine de minutes par rencontre lorsqu'il est sur la feuille de match. Il réalise sa meilleure prestation le 26 janvier 2023 en Euroligue dans une victoire 91 à 77 contre le Fenerbahçe : ce soir-là, il inscrit 10 points (à 4/5 aux tirs et 2/2 aux lancers francs), prend deux rebonds et réalise une interception face à l'une des meilleures formations du continent.
Il fait aussi son apparition dans les prévisions de la draft 2024 de la NBA. Début février 2023, nbadraft.net le classe ainsi troisième de son classement quand nbadraftroom.com le fait apparaître en cinquième position de sa mock draft (en).
En avril 2023, Tony Parker, président de l'ASVEL, promet de mettre Risacher au « cœur » de la stratégie de l'équipe pour la saison 2023-2024. L'ASVEL et Risacher devraient ainsi jouer deux rencontres à Las Vegas en septembre 2023 pour valoriser Risacher auprès des spécialistes américains de basket-ball.
Néanmoins, en mai 2023, des informations mentionnent le souhait de Risacher, déçu de son temps de jeu, de quitter l'ASVEL,.

### JL Bourg (2023-2024)
Le 16 juin 2023, il est prêté par l'ASVEL à la Jeunesse laïque de Bourg-en-Bresse, en première division française, et signe son premier contrat professionnel,.
Le 8 octobre 2023, face à Nanterre 92, il établit un nouveau record personnel en première division avec 24 points à 7 sur 8 au tir à deux points en 21 minutes,.
Fin janvier et début février 2024, il inscrit 20 points ou plus lors de plusieurs rencontres de l'édition de l'EuroCoupe (contre Lietkabelis, l'Aris Salonique et le Ratiopharm Ulm). Grâce à ses performances, il aide ainsi la JL Bourg à conserver la première place du groupe B. Son équipe se qualifie pour la finale de la compétition — battue par un autre club français, le Paris Basketball — et Risacher est élu meilleur espoir de la compétition.
En avril 2024, Risacher annonce sa candidature à la draft 2024 de la NBA. Différentes projections le placent dans le top 5 de cette draft.

### Hawks d'Atlanta (depuis 2024)
Il est sélectionné en première position par les Hawks d'Atlanta lors de la draft 2024.
En novembre, pour son 9e match avec les Hawks, il établit un nouveau record personnel avec 33 points (à 6/10 à trois points) dans une victoire face aux Knicks de New York.
Jalen Johnson se blesse en janvier et De'Andre Hunter est envoyé aux Cavaliers en février. Par conséquent, Risacher devient l'option numéro 2 en attaque pour les Hawks.
En mars 2025, Risacher établit un nouveau record personnel avec 36 points inscrits (12 sur 21 aux tirs) face aux Bucks de Milwaukee.
Les Hawks terminent à la 8e place de la conférence Est et se qualifient pour le play-in tournament. Ils sont battus deux fois consécutivement et ne se qualifient pas pour les playoffs. Lors de ces deux rencontres, Risacher réussit seulement 3 tirs sur 21 tentés. Risacher termine deuxième au vote du NBA Rookie of the Year, derrière Stephon Castle.

### Équipe de France

#### Jeunes
Durant l'été 2021, il joue ses premiers matchs internationaux en sélections de jeunes. Il prend part à cinq rencontres lors des European Challengers U16 de 2021 (en). En moyenne, il inscrit 10,2 points, prend 6,8 rebonds et intercepte 3,4 ballons.
En juillet 2022, il participe à la coupe du monde des moins de 17 ans. Il marque 10,4 points de moyenne en 7 matchs et remporte la médaille de bronze avec ses coéquipiers.

#### Sénior
Il est appelé pour la première fois par l'entraîneur de l'équipe de France sénior Vincent Collet en janvier 2024 dans le cadre des qualifications à l'EuroBasket 2025.

## Palmarès et distinctions individuelles

### En club
ASVEL Lyon-Villeurbanne :
- Élu meilleur prospect du championnat Espoirs de Betclic Élite par la LNB en 2021-2022 et 2022-2023
- Champion de France 2021-2022
- Vainqueur de la Leaders Cup 2023

 JL Bourg-en-Bresse :
- Élu meilleur jeune de Betclic Élite des mois d'octobre, novembre, décembre 2023, ainsi que de la phase aller de la saison 2023-2024
- Sélectionné pour le All-Star Game LNB 2023
- Élu meilleur jeune d'EuroCoupe pour la saison 2023-2024
- Finaliste de l'EuroCoupe 2024
- Élu meilleur espoir du championnat de France : 2024

 Hawks d'Atlanta :
- Sélection pour le Rising Stars Challenge et le Skills Challenge lors du NBA All-Star Weekend 2025
- Élu rookie du mois de la Conférence Est en février et mars 2025
- NBA All-Rookie First Team (2025)

### En sélection nationale
- Vainqueur du groupe A des European Challengers U16 en 2021 (en)
- Médaille de bronze de la coupe du monde des moins de 17 ans en 2022
- Médaille d’argent de la coupe du monde des moins de 19 ans en 2023

### Sur la scène internationale
- Sélectionné pour représenter la France au Nike Hoop Summit 2023

## Statistiques

### Saison régulière
| Saison    | Équipe   | Matchs | Titul. | Min./m | % Tir | % 3pts | % LF | Rbds/m. | Pass/m. | Int/m. | Ctr/m. | Pts/m. |
| --------- | -------- | ------ | ------ | ------ | ----- | ------ | ---- | ------- | ------- | ------ | ------ | ------ |
| 2024-2025 | Atlanta  | 75     | 73     | 24,6   | 45,8  | 35,5   | 71,1 | 3,60    | 1,20    | 0,70   | 0,50   | 12,60  |
| Carrière  | Carrière | 75     | 73     | 24,6   | 45,8  | 35,5   | 71,1 | 3,60    | 1,20    | 0,70   | 0,50   | 12,60  |

## Records sur une rencontre en NBA
Les records personnels de Zaccharie Risacher en NBA sont les suivants, :
| Type de statistique        | Saison régulière | Saison régulière        | Saison régulière | Playoffs | Playoffs   | Playoffs |
| Type de statistique        | Record           | Adversaire              | Date             | Record   | Adversaire | Date     |
| -------------------------- | ---------------- | ----------------------- | ---------------- | -------- | ---------- | -------- |
| Points                     | 38               | @ Nets de Brooklyn      | 11 avril 2025    | -        | -          | -        |
| Paniers marqués            | 15               | Nets de Brooklyn        | 11 avril 2025    | -        | -          | -        |
| Paniers tentés             | 21               | @ Bucks de Milwaukee    | 30 mars 2025     | -        | -          | -        |
| Paniers à 3 points réussis | 6                | 2 fois                  | 2 fois           | -        | -          | -        |
| Paniers à 3 points tentés  | 11               | 2 fois                  | 2 fois           | -        | -          | -        |
| Lancers francs réussis     | 7                | @ Bucks de Milwaukee    | 30 mars 2025     | -        | -          | -        |
| Lancers francs tentés      | 9                | 2 fois                  | 2 fois           | -        | -          | -        |
| Rebonds offensifs          | 5                | 3 fois                  | 3 fois           | -        | -          | -        |
| Rebonds défensifs          | 8                | Thunder d'Oklahoma City | 28 février 2025  | -        | -          | -        |
| Rebonds totaux             | 12               | Magic d'Orlando         | 20 février 2025  | -        | -          | -        |
| Passes décisives           | 4                | 2 fois                  | 2 fois           | -        | -          | -        |
| Interceptions              | 4                | @ Grizzlies de Memphis  | 3 mars 2025      | -        | -          | -        |
| Contres                    | 2                | 8 fois                  | 8 fois           | -        | -          |          |
| Balles perdues             | 7                | Thunder d'Oklahoma City | 28 février 2025  | -        | -          | -        |
| Minutes jouées             | 37               | Knicks de New York      | 6 novembre 2024  | -        | -          | -        |

- Double-double : 1
- Triple-double : 0

Dernière mise à jour : 10 avril 2025